# Ист Лејк (Флорида)
Ист Лејк (енгл. East Lake) насељено је место без административног статуса у америчкој савезној држави Флорида.

## Демографија
По попису из 2010. године број становника је 30.962, што је 1.568 (5,3%) становника више него 2000. године.
| Група             | 2000.          | 2010.          |
| Белци             | 27.007 (91,9%) | 27.107 (87,5%) |
| Афроамериканци    | 327 (1,1%)     | 499 (1,6%)     |
| Азијати           | 679 (2,3%)     | 1.076 (3,5%)   |
| Хиспаноамериканци | 1.094 (3,7%)   | 1.842 (5,9%)   |
| Укупно            | 29.394         | 30.962         |